# تپه قلعه شرخون
تپه قلعه شرخون مربوط به سدهٔ ۷ تا ۹ ه‍.ق است و در شهرستان خواف، بخش چلگه زوزن، روستای شرخون واقع شده و این اثر در تاریخ ۲۲ مرداد ۱۳۸۴ با شمارهٔ ثبت ۱۳۱۹۷ به‌عنوان یکی از آثار ملی ایران به ثبت رسیده‌است.